# Claude Martin (médecin)
Pour les articles homonymes, voir Martin et Claude Martin.
Claude Martin (Saint-Étienne, 17 mai 1843 — Lyon, 29 janvier 1911) est un médecin, dentiste de l'Hôtel-Dieu de Lyon, membre correspondant de l'Académie de médecine de Paris.

## Biographie
Il reçoit le prix Barbier de l'Académie des sciences en 1890 pour son travail De la prothèse immédiate, appliquée à la résection des maxillaires….

## Publications
- [c. 1880] Album de photos montrant des visages avant et après chirurgie, 1880 (lire en ligne [sur gallica]).
- [1887] Du traitement des fractures du maxillaire inférieur par un nouvel appareil, Paris, éd. Félix Alcan, 1887, 161 p. (lire en ligne [sur gallica]).
- [1888] Prothèse immédiate à la suite de résections partielles du maxillaire inférieur (préf. L. Ollier), Lyon, Association typographique, 1888, 12 p. (lire en ligne [sur gallica]).
- [1889] De la prothèse immédiate, appliquée à la résection des maxillaires : rhinoplastie sur appareil prothétique permanent : restauration de la face, lèvres, nez, langue, voûte et voile du palais (préf. L. Ollier), Paris, G. Masson, 1889, 440 p. (OCLC 1042950075, lire en ligne [sur archive.org]).
- [1893] Des résultats éloignés de la prothèse immédiate dans les résections du maxillaire inférieur (thèse de doctorat en médecine), Lyon, impr. A. Storck, 1893 (lire en ligne [sur gallica]).
- [1899] De la Simplification des méthodes de traitement des fractures du maxillaire inférieur, Lyon, impr. A. Storck, 1899, 22 p. (lire en ligne [sur gallica]).